# Poitevin-Santongés
El poitevin-santongés (o parlanjhe) es una lengua romance de la familia de las lenguas de oïl, aunque con gran influencia del occitano, hablada en las regiones francesas de Poitou-Charentes, norte de la Gironda, algunas regiones de la Dordoña (Nueva Aquitania), Vandea, Pays de Retz y Maine y Loira (Países del Loira). También es hablada en algunas regiones del Indre y Loira (Centro-Valle del Loira). 
El poitevin-santongés se enseña en la Universidad de Poitiers y aparece en la lista del Atlas internacional de lenguas en peligro de extinción por parte de la Unesco en 2009.

## Ortografía
La escritura normalizada del poitovin-santongés se desarrolló entre los años 1985 y 1995; no es fonética sino fonológica (una misma grafía se puede pronunciar de diversas formas)

### Pronunciación
- Las dígrafos jh y gh (ante eii) se pronuncian en saintongès con una fuerte aspiración, [h] (la fricativa glotal no existe en francés contemporáneo, pero sí en inglés o en árabe ح). Por ejemplo: « monjhète » se pronuncia [monhet], « parlanjhe » se pronuncia [parlɑ̃h], "jh'avons manghé dau ghigourit", comimos gigouri.
- th nota el sonido k húmedo, intermedio entre kit: ejemplo: thieu drôle.
- La h a comienzo de palabra es también enmudecida: tú devris bâzi de honte, grand-t-haïssab', deberías morirte de vergüenza, gran bribón.
- El sonido del francés estándar «yen» es «eun»; por ejemplo, «un cheun» por «un chien», «un reun» por «un rien».
- [wa] Se puede pronunciar [e]: por ejemplo «droit» deviene «dré».
- La r se pronuncia fuerte [r].
- La y es abierta ligeramente. Ex: «utile» se pronuncia [ytɪl]..
- En un buen número de hablantes, la é abierta [ɛ] no existe. Es sustituida por la é cerrada [e] a todas las posiciones, pero sólo en sílaba cerrada. Aiii «lait» deviene [lé], «paisible» deviene [pézib]. En cambio la ê o è (en sílaba abierta) es exagerada ligeramente y diftongada; así «crème» se pronuncia [kraɛm], «Marennes» se pronuncia [maraɛn].

### Gramática
- El giro interrogativo « est-ce que » + proposición asertiva, mayoritaria francés hablado, es prácticamente ausente en provecho de la inversión del sujeto.
- La conjugación de numerosos verbos en presente se hace adjuntando el sufijo [ã] (ant) al radical a todas las personas.
- La conjugación de numerosos verbos en pasado se hace usando el auxiliar «avant» seguido del participio pasado del verbo a todas las personas.
- La referencia gramatical es "La gramera saintongeaise de Raymond Doussinet" (CF 1971 - ediciones Rupella)

### Algunas expresiones más usadas
- Abeurnoncio, Brenouncio o Brenoncio, por marcar negativa, resistencia o simplemente por acentuar la conversación; esta exclamación popular proviene del latín litúrgico «ab renuntio tibi, Satanas»
- Acabassé: Mucho, cansado, agotado física y mentalmente.
- Acacher: Pulsar presionando muy fuerte (por ejemplo: acache su' quette pedal: apóyate más sobre el pedal, o acacher el tapón de una botella.
- Acertainer: afirmar
- Achaler: calor abrumador
- Achet: gusano de tierra (lombrio); Burgaud des Marets ha escrito las poesías: In p'tit piloto de achet
- Ajasse o ajhasse o "ageasse": pico (el pájaro), o mujeres charlando.
- Affaire: truco
- Amuser: perder el tiempo.
- Baignassout: turista quien frecuenta la costa.
- Baín: pozo de agua en la playa (palabra de origen gascón).
- Balerito: cernícalo. También empleado para halcón.
- Bespagne: maíz (deformación de trigo).
- Beugner o bugner: llamar
- Beurgot: avispa

## Ejemplo
| Pointevin-Santongés | Francés | Español |
| --- | --- | --- |
| Le munde trtouts avant naeçhu libres trtouts parélls den la dégnetai é den lés dréts. L'avant de l'aeme é de la cunsience é le devant coméyàe trtouts fratrnaument. | Tous les êtres humains naissent libres et égaux en dignité et en droits. Ils sont doués de raison et de conscience et doivent agir les uns envers les autres dans un esprit de fraternité.                                                                                                   | Todos los seres humanos nacen libres e iguales en dignidad y derechos. Dotados de razón y conciencia, deben comportarse los unos con los otros con espíritu de fraternidad.                                                                        |
| Le vent de galérne et le soulall s'achtiniant, acertinant que l'étiant pus fort que l'aùte quan que l'avant vu in cheminao çhi avancét, bun enmanchai den in paletàu. L'avant été vite d'assent que çhau çhi çhi ferét ghitae sun paletàu le premé o cheminao sarét le pus fort. | La bise et le soleil se disputaient, chacun assurant qu'il était le plus fort, quand ils ont vu un voyageur qui s'avançait, enveloppé dans son manteau. Ils sont tombés d'accord que celui qui arriverait le premier à faire ôter son manteau au voyageur serait regardé comme le plus fort. | El viento y el sol disputaban, cada uno asegurando cuál era el más fuerte, cuando vieron a un viajero que avanzaba envuelto en su manto. Acordaron que el que fuera el primero en hacer sacar el manto al viajero sería tomado como el más fuerte. |

## Galería

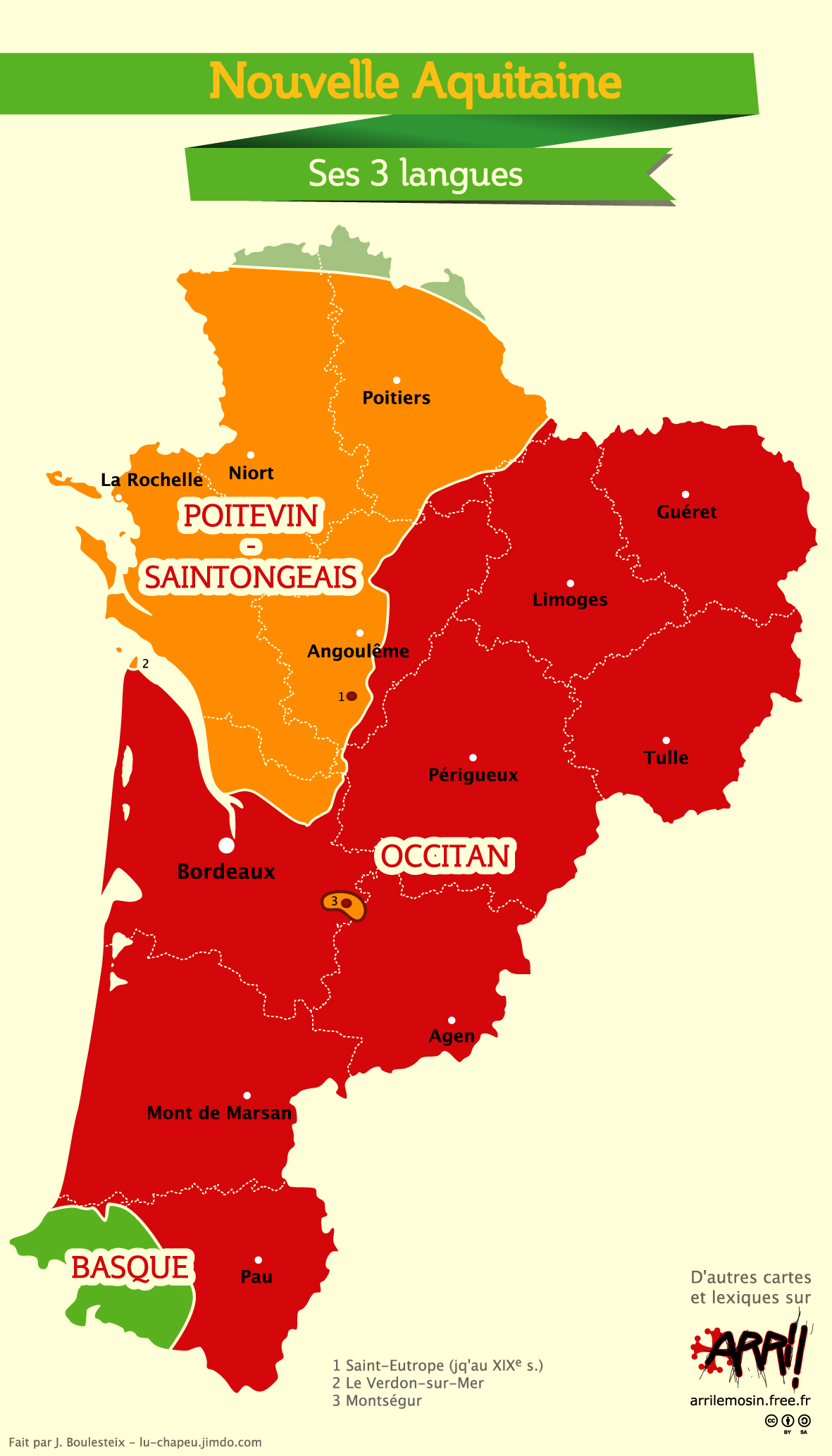
El parlanjhe en la nueva región con el occitano y el vasco
El santongés